# Józef Niećko
Józef Niećko (ur. 25 marca 1891 w Kozłówce, zm. 20 listopada 1953 w Warszawie) – polski publicysta, działacz ruchu ludowego, kierownik Związku Młodzieży Wiejskiej RP „Wici” (1928–1939), członek Rady Naczelnej Stronnictwa Ludowego, prezes Centralnego Komitetu Wykonawczego Polskiego Stronnictwa Ludowego (1947–1949) i członek Rady Państwa (1948–1953). Poseł do Krajowej Rady Narodowej i na Sejm PRL I kadencji. Jeden z międzywojennych głosicieli powrotu do słowiańskiej wiary rodzimej, postulowanego w ramach doktryny „agraryzmu wiciowego”.

## Życiorys
Syn Michała i Zuzanny zd. Kozieł. Uzyskał wykształcenie niepełne podstawowe, samouk. W latach 1914–1915 był członkiem Polskiej Organizacji Wojskowej na Lubelszczyźnie, za co został wywieziony w głąb Rosji. W 1919 powrócił do kraju. W okresie II Rzeczypospolitej od 1919 działał w ruchu młodzieży wiejskiej, był m.in. redaktorem „Wici” – organu Związku Młodzieży Wiejskiej RP „Wici” i miesięcznika „Chłopski Świat” (1945–1947) oraz „Chłopi i Państwo” (1947); w latach 1928–1939 był kierownikiem ZMW RP „Wici”. Od 1938 był członkiem Rady Naczelnej Stronnictwa Ludowego.
Podczas II wojny światowej uczestniczył w konspiracyjnym Stronnictwie Ludowym „Roch”. W latach 1940–1945 był członkiem Centralnego Kierownictwa Ruchu Ludowego, w tym w latach 1944–1945 jego przewodniczącym. Z ramienia kierownictwa ruchu ludowego był politycznym zwierzchnikiem Batalionów Chłopskich. W 1945 należał do Rady Jedności Narodowej.
W latach 1945–1947 pełnił funkcję wiceprezesa i członka Naczelnego Komitetu Wykonawczego Polskiego Stronnictwa Ludowego, reprezentował (obok Czesława Wycecha) frakcję ugodową wobec PPR, 27 marca 1947 usunięty z partii. Po wykluczeniu z PSL przewodniczący Komitetu Organizacyjnego, następnie przewodniczący Centralnego Komitetu Lewicy PSL, który po ucieczce Stanisława Mikołajczyka (20.X.1947) przekształcił się 27 października w Tymczasowy NKW PSL i przejął samozwańczo władzę nad Polskim Stronnictwem Ludowym, przejmując siłą, przy udziale funkcjonariuszy Ministerstwa Bezpieczeństwa Publicznego, jego siedzibę i redakcje gazet stronnictwa – Gazety Ludowej i Chłopskiego Sztandaru. Od 1949 do 1953 przewodniczący Rady Naczelnej Zjednoczonego Stronnictwa Ludowego. W 1949 wiceprzewodniczący Centralnego Komitetu Jedności Ruchu Ludowego. Od 1952 do 1953 członek Prezydium Ogólnopolskiego Komitetu Frontu Narodowego.

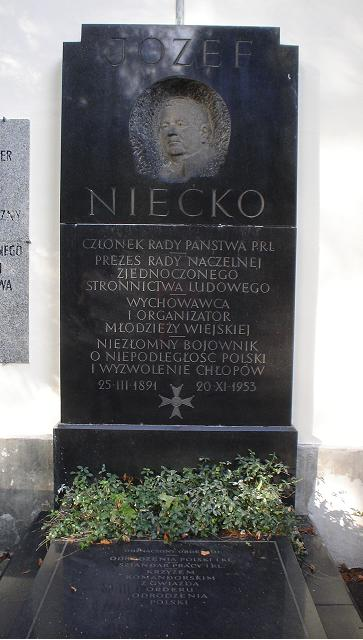
Grób Józefa Niećki na cmentarzu Powązkowskim w Warszawie

W latach 1945–1947 był posłem do Krajowej Rady Narodowej, a w latach 1948–1953 członkiem Rady Państwa. Od 1952 do śmierci poseł na Sejm PRL I kadencji. W listopadzie 1949 został członkiem Ogólnokrajowego Komitetu Obchodu 70-lecia urodzin Józefa Stalina.
W 1949 odznaczony Krzyżem Komandorskim z Gwiazdą Orderu Odrodzenia Polski, a w 1951 Orderem Sztandaru Pracy I klasy.
Zmarł 20 listopada 1953 w Warszawie i został pochowany na stołecznym cmentarzu Powązkowskim (aleja zasłużonych, grób 21).
Uchwałą Rady Państwa z dnia 21 listopada 1953 r. „Za wybitne zasługi w pracy dla Polski Ludowej” pośmiertnie odznaczony został Krzyżem Wielkim Orderu Odrodzenia Polski.
Jego żoną była Joanna Niećko.